# Eva erbt das Paradies
Eva erbt das Paradies ist ein Filmlustspiel aus dem Jahr 1951. Die österreichische Produktion entstand unter der Regie von Franz Antel.

## Handlung
Schallplattenverkäuferin Eva Spanberger erfährt per Post, dass sie das Palast-Hotel in Sankt Andrä geerbt hat. Spontan kündigt sie ihre Arbeit und fährt mit ihrer besten Freundin Daisy Jordan nach Sankt Andrä. Unterwegs lernen sie die Musiker um Bill Wokulek kennen, die ein Engagement im Grand Hotel in Sankt Andrä antreten wollen. Sie laden sie ein, doch auch mal zum Palast-Hotel zu kommen, das eigentlich das erste Haus am Platz sei. Am Hotel angekommen, folgt die Ernüchterung. Das Haus steht schon lange leer, ist heruntergekommen, ohne Elektrizität und warmes oder gar fließendes Wasser. Zudem hat der verstorbene Onkel Schulden in Höhe von 5640 Schilling hinterlassen. Der alte Zacherl Tschurtschentaler ist als Hausmeister und Verwalter im Hotel zurückgeblieben und leitet die beiden Frauen in ihr Zimmer. Am nächsten Morgen scheint die Sonne und Daisy ist vom Hotelblick auf den See und vom Bergpanorama begeistert. Bill kommt vom Grand Hotel zum Palast-Hotel geschwommen, hat er doch am Strand vor dem Hotel eine Gruppe junger Frauen zelten gesehen. Er lässt sich von ihnen aus vermeintlicher Seenot retten und man kommt ins Gespräch, an dem bald auch Eva und Daisy teilnehmen. Plötzlich erscheint die Inhaberin des Grand Hotels, Marianne Holzinger, und macht sich über das Palast-Hotel lustig. Eva werde mit dem Hotel nie die Schulden abbezahlen können, die sie bei Marianne hat. Sie solle das Hotel lieber verkaufen und vom überschüssigen Geld eine Rückfahrkarte erwerben. Trotzig meint Eva, dass sie das Hotel führen werde.
Sie bleibt bei ihrer Meinung, als Marianne verschwunden ist. Ein älteres Ehepaar bucht spontan für den nächsten Tag ein Zimmer und so werden Eva, Daisy und die jungen Camperinnen aktiv. Den Tag über reinigen sie das Hotel, dekorieren um, streichen und nähen und nennen das Palast-Hotel in Hotel Paradies um. Eva fährt in die Stadt und kauft Essen und andere Dinge für den Start. Auf dem Rückweg über den See kollidiert ihr Boot mit dem Segelboot von Marianne Holzingers Sohn Hans. Der war gerade zum Hotel unterwegs, um einen Brief seiner Mutter vorbeizubringen, in dem sie eine Rückzahlung der Schulden innerhalb von 30 Tagen fordert. Hans hilft Eva, die über Bord gegangenen Waren aus dem Wasser zu fischen und kommt mit zum Hotel. Kurzerhand engagiert er sich beim Umbau des Hotels, ist er doch von Eva angetan. Den Brief seiner Mutter überreicht er nicht und stellt sich auch nur mit Vornamen vor.
Die Eröffnung des Hotels ist erfolgreich. Am Bahnhof können zahlreiche Gäste des Grand Hotels zum Hotel Paradies umgeleitet werden. Den mangelnden Komfort im Hotel erklären Eva und ihre Mitstreiter mit der besonderen Ausrichtung. Es sei ein Sporthotel, das sich eng an die neusten Diät- und Gesundheitsvorschriften hält. Einige Gäste gehen vorzeitig, viele jedoch bleiben. Eva und ihren Mitstreitern gelingt es durch verschiedene Tricks, immer mehr Gäste des Grand Hotel in das Hotel Paradies zu locken. Mariannes unnachgiebige Art führt zudem dazu, dass Koch und Orchester entlassen werden. Sie kommen stattdessen zum Hotel Paradies. Auf einem Ball erfährt Eva, wer Hans wirklich ist. Sie will nichts mehr mit ihm zu tun haben, doch quartiert er sich als zahlender Gast im Hotel ein. So kann er auch eine Intrige seiner Mutter verhindern, die das Hotel Paradies nun mit allen Mitteln bekämpft. Marianne will schließlich die Möbel des Hotels aufkaufen, die noch der Stadt gehören, und so eine Zwangsschließung des Hotel Paradies durchsetzen. Hans kommt ihr zuvor, hat er sich doch längst in Eva verliebt und will einen Schaden für sie verhindern. Er kauft die Möbel, doch setzt Marianne unbemerkt durch, dass die Möbel gegen seinen Willen aus dem Hotel geholt werden. Eva denkt, Hans habe die ganze Zeit falschgespielt. Sie will nun aufgeben. Hans wiederum begibt sich zu seiner Mutter, verurteilt sie für ihr Verhalten und offenbart ihr, dass er sich in Eva verliebt habe und sie heiraten will. Nun erst gibt Marianne ihren Widerstand auf. Sie lässt sie Möbel zurück zum Hotel bringen. Eva erscheint und will ihr das Hotel verkaufen, doch berichtet ihr Marianne von den zwischenzeitlichen Entwicklungen. Marianne und Eva gehen gemeinsam zum Hotel Paradies, wo gerade eine große Feier stattfindet. Hans und Eva fallen sich in die Arme und Marianne ist zufrieden.

## Produktion
Eva erbt das Paradies wurde aufgrund des gleichen Handlungsrahmens als indirekter Nachfolger von Antels zweiter Regiearbeit Kleiner Schwindel am Wolfgangsee aus dem Jahr 1949 bezeichnet. Antel drehte zehn Jahre später mit Im schwarzen Rößl sowie 1972 mit Außer Rand und Band am Wolfgangsee zwei Remakes von Eva erbt das Paradies.
Gedreht wurde der Film im Atelier Salzburg, am Wolfgangsee, am Wallersee, am Mondsee (Hotel Kreuzstein) und in St. Gilgen (Bahnhof). Eva erbt das Paradies erlebte am 20. September 1951 im Apollo-Kino in Wien seine Premiere. Am 23. Oktober 1951 lief er in den bundesdeutschen Kinos an und war ab dem 12. November 1954 auch in den Kinos der DDR zu sehen. Deutsche Fernsehpremiere war am 14. Mai 1972 im ZDF. Icestorm veröffentlichte den Film 2011 auf DVD.
Die 22-jährige Margit Saad gab hier ihr Filmdebüt.
Im Film sind verschiedene Lieder zu hören, darunter A Gitarr’ und a Jodler, Wenn die Sonne lacht, ja dann lachen wir auch und Es könnt im Paradies, nicht schöner sein als hier.

## Kritik
Für den film-dienst war Eva erbt das Paradies eine „bescheidene Routinekomödie“, während Cinema den Film „schnarchig“ und „öde“ nannte. Gertraud Steiner meinte, dass es heute nur noch schwer vorstellbar sei, dass „derartige Filme mit ihrem Gemisch aus schöner Landschaft, hübschen Mädchen, Schlagerliedchen und einigen Komikern […] anscheinend dem offiziellen Verständnis davon [entsprachen], wie Film sein sollte“.